# Påskeharen
Påskeharen er en ret ny opfindelse i dansk tradition. I begyndelsen af 1900-tallet ankommer den fra Tyskland, og det er en gammel  tysk tradition, der ligger til grund for påskeharen som æglægger.

## Mulig førkristen oprindelse
Den tradition kan spores endnu længere tilbage til hedenske frugtbarhedsriter: man anså haren for at være et særligt frugtbarhedsfremmende dyr, og man spiste og ofrede æg, som også ansås for at være et frugtbarhedsfremmende middel.
Nogle mener således at haren var gudinden Eostres dyr, og hende fejrede man netop ved forårsjævndøgn, en forløber for påsken hvis navn på engelsk, ”Easter” kommer af netop navnet på Eostre/Eastre. Muligvis er der også en sammenhæng mellem hendes navn og navnet på det kvindelige kønshormon østrogen. April blev på engelsk kaldt Eosturmónaþ / Eastermónaþ og på tysk Ostermond.

## Mulig efterreformatorisk oprindelse
En anden forklaring kan være, at katolikkerne i Tyskland ikke spiste æg i fasten, og således havde en masse æg at spise til påske (og en naturlig forklaring på deres oprindelse), mens protestanterne, der også gerne spiste påskeæg, måtte konstruere en mytologisk forklaring, og således fandt på påskeharen.
Det er problematisk, at påskeharen ikke optræder i litteraturen i de ca. 1000 år fra den ærværdige Beda omkring år 700 beskriver Eostre til 1682, hvor afhandlingen "De ovis paschalibus – von Oster-Eyern" advarer mod overdreven æggespisning og beskriver tidens skikke.